# ژولیت هموند-هیل
ژولیت هموند-هیل (انگلیسی: Juliet Hammond-Hill؛ زادهٔ ۱۳ نوامبر ۱۹۵۳) بازیگر اهل انگلستان است.
او دانش‌آموختهٔ «آکادمی هنرهای دراماتیک وبر داگلاس» است و بیشتر در زمینه تئاتر و تلویزیون فعالیت نموده است.

## بخشی از فیلمشناسی
از فیلم‌ها یا برنامه‌های تلویزیونی که وی در آن نقش داشته‌است می‌توان به آثار زیر اشاره کرد.
- پینگ پنگ (۱۹۸۶)
- تعادل طبیعت (۱۹۸۳)
- کِسلر (۱۹۸۱)
- بلیک ۷ (۱۹۸۱)
- ارتش سری[۴] (۱۹۷۹–۱۹۷۷)